# Казаков Юрій Петрович
Юрій Петрович Казаков (нар. 3 вересня 1946, село Кетон, тепер Сахалінської області, Російська Федерація) — український діяч, голова Одеської обласної ради (1998—2000 рр.).

## Життєпис
Народився у родині військовослужбовці. Після закінчення середньої школи працював слюсарем на підприємствах міста Рівне. У 1965—1968 роках — у Радянській армії. У 1968—1970 роках — слюсар Одеського заводу «Епсілон».
У 1969—1974 роках — студент Одеського інституту народного господарства. Член КПРС.
У 1970—1980 роках — інструктор, завідувач відділу Одеського обласного комітету ЛКСМУ; інструктор Центрального районного комітету КПУ міста Одеси.
У 1980—1994 роках — директор Одеської фабрики головних уборів, директор хутрової фабрики, заступник директора з економіки і зовнішньо-економічної діяльності науково-виробничого підприємства «Вега» у місті Одесі.
У 1994—1997 роках — начальник відділу цінних паперів і фондового ринку Одеського головного регіонального управління АКБ «Промінвестбанк»; президент Чорноморського регіонального інвестиційного фонду.
У лютому 1997 — квітні 1998 року — начальник фінансового управління Одеської державної адміністрації.
24 квітня 1998 — 21 вересня 2000 року — голова Одеської обласної ради.
З червня 2000 року — заступник Одеського міського голови.
Потім — на пенсії у місті Одесі.

## Родина
Одружений. Дружина — Лідія Григорівна, син — Юрій.

## Звання
- Державний службовець І рангу (.02.1999)[1]